# Canapville (Orne)
Canapville es una comuna francesa situada en el departamento de Orne, en la región de Normandía.

## Demografía
| 293 | 274 | 222 | 216 | 213 | 205 | 210 |
| Para los censos de 1962 a 1999 la población legal corresponde a la población sin duplicidades (Fuente: INSEE [Consultar]) |     |     |     |     |     |     |